# Бересфорд, Маркус, 1-й граф Тирон
Маркус Бересфорд, 1-й граф Тирон (англ. Marcus Beresford, 1st Earl of Tyrone; 16 июля 1694 — 4 апреля 1763) — ирландский пэр, масон и политик. Он был известен как сэр Маркус Бересфорд, 4-й баронет, с 1701 по 1720 год, а затем как 1-й виконт Тирон с 1720 по 1746 год.

## Предыстория
Родился 16 июля 1694 года. Единственный сын сэра Тристрама Бересфорда, 3-го баронета (1669—1701), и его жены Николы Софии Гамильтон (16666-1713), младшей дочери Хью Гамильтона, 1-го виконта Гленоули (1600—1678), и его второй жены Сюзанны Балфур.
В 1701 году его отец умер, Маркус Бересфорд, которому было всего пять лет, унаследовал титул 4-го баронета Бересфорда из Колрейна в графстве Лондондерри. Его опекуном был Маркус Тревор, 3-й виконт Данганнон (1669—1706). После смерти лорда Данганнона в 1706 году его вдова (тетя Бересфорда по материнской линии), Арабелла, виконтесса Дангоннон, стала опекуном Маркуса Бересфорда.

## Карьера
С 1715 по 1720 год Маркус Бересфорд заседал в Ирландской палате общин от Колрейна. 4 ноября 1720 года король Великобритании Георг I пожаловал ему титулы 1-го барона Бересфорда из Бересфорда в графстве Каван (Пэрство Ирландии) и 1-го виконта Тирона (Пэрство Ирландии). В 1721 году он стал членом Ирландской палаты лордов. С 1736 по 1738 год Маркус Бересфорд являлся великим мастером Великой ложи Ирландии.
18 июля 1746 года для Маркуса Бересфорда был создан титул 1-го графа Тирона в системе Пэрства Ирландии.

## Семья
18 июля 1717 года Маркус Бересфорд женился на Кэтрин Пауэр (29 ноября 1701 — 27 июля 1769), единственной дочери Джеймса Пауэра, 3-го графа Тирона (? — 1704), и Энн Рикардс (? — 1729). У супругов было семеро сыновей и восемь дочерей, из которых наиболее известны:
- Леди Джейн Бересфорд (? — 1792), муж с 1743 года достопочтенный Эдвард Кэри
- Леди Кэтрин Бересфорд (? — 28 марта 1763), 1-й муж с 1748 года депутат Томас Кристмас (? — 1749), 2-й муж с 1754 года достопочтенный Теофилус Джонс (? — 1811). Двое детей от второго брака.
- Леди Фрэнсис Мэри Бересфорд (? — 1815), муж с 1762 года депутат Генри Флуд (1732—1795)
- Леди Элиза Бересфорд, жена полковника Томаса Тобба (1733 — после 1798), члена парламента, сына Чарльза Кобба, архиепископа Дублина.
- Леди Араминта Бересфорд, жена Джорджа Пола Монка
- Леди Энн Бересфорд (1718 — 12 мая 1770), жена с 1738 года Уильяма Аннесли, 1-го виконта Глероули (ок. 1710—1770), от брака с которым у неё было пятеро детей
- Джордж де ла Поэр Боресфорд, 1-й маркиз Уотерфорд (8 января 1735 — 3 декабря 1800), старший сын и преемник отца
- Достопочтенный Джон де ла Поэр Бересфорд[англ.] (14 марта 1737 — 5 ноября 1805), 1-я жена с 1760 года Анна Констанция де Лигондес (1747—1770), 2-я жена с 1774 года Барбара Монтгомери (1757—1788). Десять детей от двух браков.
- Уильям Бересфорд, 1-й барон Дисиз[англ.] (16 апреля 1743 — 6 сентября 1819), женат с 1763 года на Элизабет Фицгиббон (1736—1807), от брака с которой у него было восемь детей.

Маркус Бересфорд умер в Тирон-хаусе в Дублине, и его титулы унаследовал его четвертый и старший выживший сын Джордж. В 1767 году, через четыре года после смерти графа, его вдова претендовала на титул баронессы де ла Поэр и вскоре после этого была подтверждена (1767). Она умерла в 1769 году.